# Jade Etherington
Jade Etherington, née le 9 mars 1991 à Chelmsford en Angleterre, est une skieuse britannique.

## Biographie
Titulaire d'une licence d'Éducation et de Géographie à l'Université Bishop Grosseteste (centre de formation d'enseignants) à Lincoln, elle se prépare à une carrière d'enseignante mais interrompt provisoirement ses études pour se consacrer aux compétitions handisport. Née atteinte du syndrom d'Axenfeld, elle commence à perdre la vue à l'âge de 17 ans, et ne conserve que 5 % de visibilité dans chaque œil,. Elle participe aux Championnats du monde de ski alpin handisport en 2013, avec sa guide Caroline Powell, et remporte la médaille de bronze au Super-G, dans l'épreuve pour déficientes visuelles. Elle se classe par ailleurs quatrième au slalom. Début 2014, elle obtient deux médailles d'or à la Coupe du monde de ski paralympique. Ayant un handicap visuel très important, mais n'étant pas totalement aveugle, elle est catégorisée B2 pour les compétitions.
Elle se qualifie pour la délégation britannique aux Jeux paralympiques d'hiver de 2014 à Sotchi, avec Caroline Powell. Pour sa première épreuve, la descente, elle obtient la médaille d'argent, en 1:34.28, derrière la Slovaque Henrieta Farkašová. Elle est alors la première femme britannique à remporter une médaille en ski aux Jeux paralympiques, et la première personne à obtenir une médaille paralympique en ski pour le Royaume-Uni depuis les Jeux de 1994.  Au Super-G, elle obtient ensuite la médaille de bronze, en 1:29.76, suivie de la médaille d'argent en slalom en 1:01.02, derrière la Russe Aleksandra Frantceva, puis d'une médaille d'argent en super combiné (2:28.38). Des problèmes de santé l'empêchent de viser une cinquième médaille, en slalom géant, mais en terminant les Jeux avec quatre médailles elle en obtient davantage que tout autre Britannique aux Jeux d'hiver avant elle.
À l'issue des Jeux de Sotchi, elle annonce sa démission du mouvement paralympique, pour se consacrer à sa carrière d'enseignante. Elle indique par ailleurs avoir dû s'endetter pour prendre part aux Jeux, et ne pas avoir les fonds nécessaires pour poursuivre une carrière d'athlète de haut niveau.